# Pantoporia mera
Pantoporia mera är en fjärilsart som beskrevs av Swinhoe 1917. Pantoporia mera ingår i släktet Pantoporia och familjen praktfjärilar. Inga underarter finns listade i Catalogue of Life.